# Rhizidiocystis
Rhizidiocystis är ett släkte av svampar. Rhizidiocystis ingår i ordningen Chytridiales, klassen Chytridiomycetes, divisionen pisksvampar och riket svampar.
|                | Endochytriaceae                          |
|                |                                          |
|                | Cladochytriaceae                         |
|                |                                          |
|                | Chytridiaceae                            |
|                |                                          |
|                | Synchytriaceae                           |
|                |                                          |
|                | Dictyomorpha                             |
|                |                                          |
|                | Plasmophagus                             |
|                |                                          |
|                | Myiophagus                               |
|                |                                          |
|                | Dermomycoides                            |
|                |                                          |
|                | Sagittospora                             |
|                |                                          |
|                | Rhizosiphon                              |
|                |                                          |
|                | Mucophilus                               |
|                |                                          |
|                | Ichthyochytrium                          |
|                |                                          |
|                | Septolpidium                             |
|                |                                          |
| Rhizidiocystis | \| \| Rhizidiocystis ananasi \| \| \| \| |
|                | \| \| Rhizidiocystis ananasi \| \| \| \| |
|                | Coralliochytrium                         |
|                |                                          |
|                | Trematophlyctis                          |
|                |                                          |
|                | Achlyogeton                              |
|                |                                          |
|                | Achlyella                                |
|                |                                          |
|                | Rhizidiocystis ananasi                   |
|                |                                          |

|  | Rhizidiocystis ananasi |
|  |                        |